# Jouhisaari (ö i Norra Savolax, Kuopio)
Jouhisaari är en ö i Finland. Den ligger i sjön Suvasvesi och i kommunen Kuopio i den ekonomiska regionen  Kuopio ekonomiska region  och landskapet Norra Savolax, i den sydöstra delen av landet, 300 km nordost om huvudstaden Helsingfors. Öns area är 3,8 hektar och dess största längd är 490 meter i sydöst-nordvästlig riktning.